# Eilema marcida
Eilema marcida är en fjärilsart som beskrevs av Mann 1859. Eilema marcida ingår i släktet Eilema och familjen björnspinnare. Inga underarter finns listade i Catalogue of Life.